# Copiapoa coquimbana

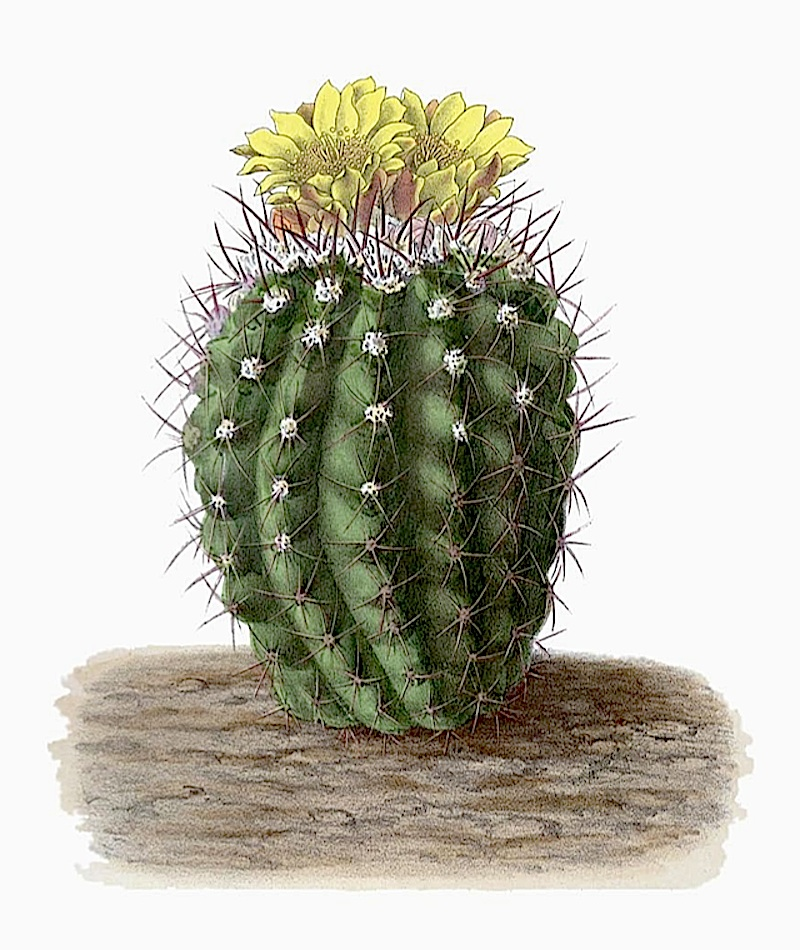
Copiapoa coquimbana
Tafel 121 von 1910 aus Blühende Kakteen

Copiapoa coquimbana ist eine Pflanzenart aus der Gattung Copiapoa in der Familie der Kakteengewächse (Cactaceae). Das Artepitheton coquimbana verweist auf das Vorkommen der Art bei Coquimbo.

## Beschreibung
Copiapoa coquimbana bildet oft große Polster. Die kugeligen oder kurz zylindrischen Triebe sind leuchtend grün bis blaugrün. Sie weisen einen Durchmesser von 5 bis 14 Zentimetern auf. Die 10 bis 20 Rippen sind undeutlich, stumpf oder auch mehr oder weniger gehöckert. Die Areolen sind zuerst wollig später dann aber nackt. Die Dornen sind schwarz und im Alter dann grau. Mitteldornen fehlen häufig. Vereinzelt wurden bis zu drei abstehende Mitteldornen mit einer Länge von bis zu sechs Zentimeter beobachtet. Die vier bis neun Randdornen sind gebogen, horizontal ausstrahlend und bis zu ein Zentimeter lang.
Die gelben Blüten haben einen roten Mittelstreifen. Sie sind 2,5 bis 5,5 Zentimeter lang. Die Früchte sind rötlich braun.

## Verbreitung, Systematik und Gefährdung
Copiapoa coquimbana ist in Chile in der Regionen Atacama und Coquimbo von Huasco bis gerade südlich zum Nationalpark Bosque de Fray Jorge und im Inland in den Tälern von Elqui und Choros verbreitet.
Die Erstbeschreibung erfolgte 1886 als Echinocactus coquimbanus durch Karl Theodor Rümpler. Nathaniel Lord Britton und Joseph Nelson Rose stellten die Art 1922 zu der von ihnen aufgestellten Gattung Copiapoa.
Es werden folgende Unterarten unterschieden:
- Copiapoa coquimbana subsp. coquimbana
- Copiapoa coquimbana subsp. rubispina Piombetti

In der Roten Liste gefährdeter Arten der IUCN wird die Art als „Least Concern (LC)“, d. h. als nicht gefährdet geführt.

## Nachweise